# جون رولاند (لاعب كرة قدم)
جون رولاند (بالإنجليزية: John Rowland)‏ (16 مارس 1936 بنيوبورت في المملكة المتحدة - 2002) هو مدرب كرة قدم ولاعب كرة قدم بريطاني في مركز الدفاع. لعب مع نيوبورت كونتي ونادي ميرثير تيدفيل ‏ وLovell's Athletic F.C. ‏.